# زمین می‌لرزد ده و نیم ریشتر
زمین می‌لرزد ده و نیم ریشتر نام فیلم حادثه‌ای است به کارگردانی جان لافیا، این فیلم محصول ۲۰۰۴ آمریکا می‌باشد

## خلاصه داستان
داستان از جایی شروع می‌شود که شهر شروع به لرزیدن می‌کند و برج بزرگ شهر سقوط می‌کند، ابتدا شاهد یک زمین لرزه ۷ ریشتری هستیم و زمین شناسان انتظار پس لرزه‌های ضعیف تری را دارند. اما نه تنها زمین لرزه‌هایی در کار نیست بلکه زلزله‌هایی مهیب تر و بزرگ تر به وقوع خواهند پیوست.